# Kashmir
kashmir（カシミール）は、日本の漫画家、イラストレーター。作品に『百合星人ナオコサン』『○本の住人』がある。

## 作品リスト

### 漫画作品
- 『○本の住人』芳文社〈まんがタイムKRコミックス〉全7巻（『まんがタイムきららMAX』2004年11月号 - 2015年12月号）
- 『百合星人ナオコサン』アスキー・メディアワークス〈電撃コミックスEX〉全5巻（『月刊コミック電撃大王』2005年2月号 - 2014年4月号）
- 『デイドリームネイション』メディアファクトリー〈MFコミックス アライブシリーズ〉全5巻（『月刊コミックアライブ』2006年8月号 - 2013年5月号）
- 『彼女はUXO』秋田書店〈チャンピオンREDコミックス〉全1巻（『チャンピオンRED いちご』VOL.8 - VOL.28）
- 『てるみな』白泉社〈楽園コミックス〉既刊5巻（『楽園』5号 - 16号、『楽園』WEB増刊 2011年4月号 - ）
- 『※生徒会がおいしくいただきました。』秋田書店〈チャンピオンREDコミックス〉全1巻（『チャンピオンRED いちご』VOL.35 - VOL.45）
- 『ぱらのま』白泉社〈楽園コミックス〉既刊8巻（『楽園』17号 - 、『楽園』WEB増刊 2015年4月号 - ）
- 『ゆせそま。』アスキー・メディアワークス〈電撃コミックスEX〉全2巻（『月刊コミック電撃大王』2015年6月号 - 2017年3月号）
- 『ななかさんの印税生活入門』芳文社〈まんがタイムKRコミックス〉全3巻（『まんがタイムきららMAX』2016年2月号 - 2019年4月号）
- 『こいしとこさめの旅チャンネル』光文社〈熱帯COMICS〉既刊1巻（『COMIC熱帯』2023年4月28日[2] - ）
  1. 2024年10月23日発売[3][4]、ISBN 978-4-334-10458-0

### その他
- halo(『ヤングヒップ』2000年11月号)
- ドライブ(『ヤングヒップ』2001年4月号)
- 『週刊わたしのおにいちゃん』
- エキサイトブックス
- レトロポリタン美術館『R-TYPEIII』 2008年5月2日 GAMESIDE 6月号（Vol.12）
- 制コレISM GP 2008年6月4日
- 同人ゲーム『空の上のおもちゃ』原画
- チャンピオンREDいちご Vol.8とらのあな描き下ろし小冊子
- セカンドノベル 〜彼女の夏、15分の記憶〜（日本一ソフトウェア、『たまねぎ現象には理由がある』イラスト）
- アンチ・マジカル 〜魔法少女禁止法〜（伊藤ヒロ著、一迅社文庫）
- パーフェクトフレンド（野﨑まど著、メディアワークス文庫）
- だいにけいおんぶ（けいおん! アンソロジーコミック vol.2、芳文社）
- ご注文はうさぎですか??（第9話エンドカード）
- 香月邸住人録(サクラクエストアンソロジーコミック vol.1)
- NUMA GAME（NEW GAME!アンソロジーコミック vol.1）
- HARAMI(魔法少女まどか☆マギカ アンソロジーコミック vol.1)
- ひとり部のふたり（ひらり、別冊部活女子アンソロジー ほうかご！）
- ふたり部のひとり（ひらり、別冊部活女子アンソロジー ほうかご！ 2）
- SF COMIC SHORT-SHORT 第8回（S-Fマガジン2014年9月号）
- 山梨の東の方行ってみた（ゆるキャン△アンソロジーコミック 1巻）
- GO TO BUGER SHOP（ぼっち・ざ・ろっく! アンソロジーコミック 1巻）